# Tatra (Vtáčnik)
Tatra (1014,6 m n. m. ) je vrchol v pohoří Vtáčnik. Nachází se v hlavním hřebeni v jižní části pohoří, nad obcí Ostrý Grúň a pokrývá ho smíšený les. Leží v CHKO Ponitří.

## Přístup
- po  červené značce z Velkého Pole
- po  modré značce z Píly [2]